# 옥슨
옥슨은 대한민국의 건국대학교 캠퍼스 밴드 록 음악 그룹이다. 옥슨80으로 대표되는 그룹으로 1980년 제3회 TBC 젊은이의 가요제에서 금상을 수상하며 이름을 알렸다.
옥슨은 매 기수마다 활동하고있다.

## 수상연혁
- 옥슨79 전국 그룹사운드경연대회 '상상' 입상
- 옥슨79 TBC 젊은이의 가요제 '등대' 입상
- 옥슨80 TBC 젊은이의 가요제 '불놀이야' 금상
- 옥슨81 국풍81 '날개' 은상
- 옥슨82 MBC 대학가요제 '윷놀이' 금상
- 옥슨84 문공부장관배 대학그룹사운드경연대회 '물레타는 여인' 입상
- 옥슨85 MBC 대학가요제 '풍년굿' 동상
- 옥슨88 KBS 대학가요축제 '작은행복' 입상
- 옥슨89 MBC 강변가요제 '청개구리' 금상
- 옥슨91 KBS대학가요축제 '비의추억' 대상
- 옥슨92 전국대학그룹사운드경연대회 '잊어버려' 대상
- 옥슨93 MBC대학가요축제'동전먹은 전화' 특별상
- 옥슨97 MBC락가요제 입상

## 옥슨 79
홍서범을 메인으로 1979년 건국대학교를 상징하는 황소(Ox)를 이름으로 6인조 밴드 ‘옥슨79’를 결성했다. 
1979년 <전국 그룹사운드경연대회> 에 '상상'으로 입상, <TBC 젊은이의 가요제>에 '등대'로 입상하였다.
멤버는 박기명-보컬, 홍사민-건반, 전익순-드럼,  홍서범, 이희영-기타, 원덕재-베이스

## 옥슨 80
1980년 '불놀이야'로 제3회 TBC 젊은이의 가요제 금상수상하였다. 초기 멤버로는 홍서범-보컬, 기타, 조연환-기타, 최광수-베이스, 전종민-건반, 황호-드럼 
멤버 : 홍서범, 김정욱, 이태선, 윤중서, 안기정dm로 구성되었다.

### 리메이크
```
* 그대 떠난 이 밤에 (1980) 
 작사 홍서범, 원곡 스모키의 Living Next Door To Alice (1976)
* 블랙사바스의 쉬즈 곤
 작사 홍서범, 원곡 블랙사바스의 Sh's gone
* 서로서로의 1980년 리메이크 버젼
```

### 앨범
1집 옥슨 80
2집 84 베스트 앨범
3집(1985년)의 ‘당신은 왜’가 공안정국의 시국사건에 연루되며 빛을 보지 못했고, 결국 1987년 옥슨 80은 해체하게 된다.

## 옥슨 81
1981년 '날개'란 곡으로 국풍81 젊은이의 가요제(KBS)에서 은상수상을 하였다. 
멤버 : 김영범(보컬), 신정섭(기타), 조재웅(베이스), 오주은(건반), 제정욱(드럼)

## 옥슨 82
1982'윷놀이'로 82 MBC 대학가요제에서 금상 수상을 했다.
멤버 : 권정엽, 조재웅, 권영훈, 이재형, 김영신

## 옥슨 85
1985년 '풍년굿'으로 제9회 MBC 대학가요제에서 동상 수상하였다.
멤버 : 라홍석, 윤홍준, 이승수, 신동관, 정철

## 옥슨 89
1989년 '청개구리'로제10회 MBC강변가요제에서 금상을 수상했다.
마지막 승부의 주제곡을 부른 김민교는 1990년 멤버 그대로 청개구리라는 팀명으로 변경되어 활동하였다.

## 옥슨 91
1991년 12월 1일 제5회 KBS 대학가요축제에서 '비의추억'으로 대상으로 수상을 수상했다.
백운상 작사, 이승수 작곡, 장소는 올림픽펜싱경기장.
멤버 : 서형무-보컬, 김형건-기타, 김작일-베이스, 심병영,이정훈-건반, 오종대-드럼

## 옥슨 93
제14회 MBC 강변가요제에 출전하여 특별상을 수상했다. 노래는 '동전 먹는 전화'였다.